# Hrádeček

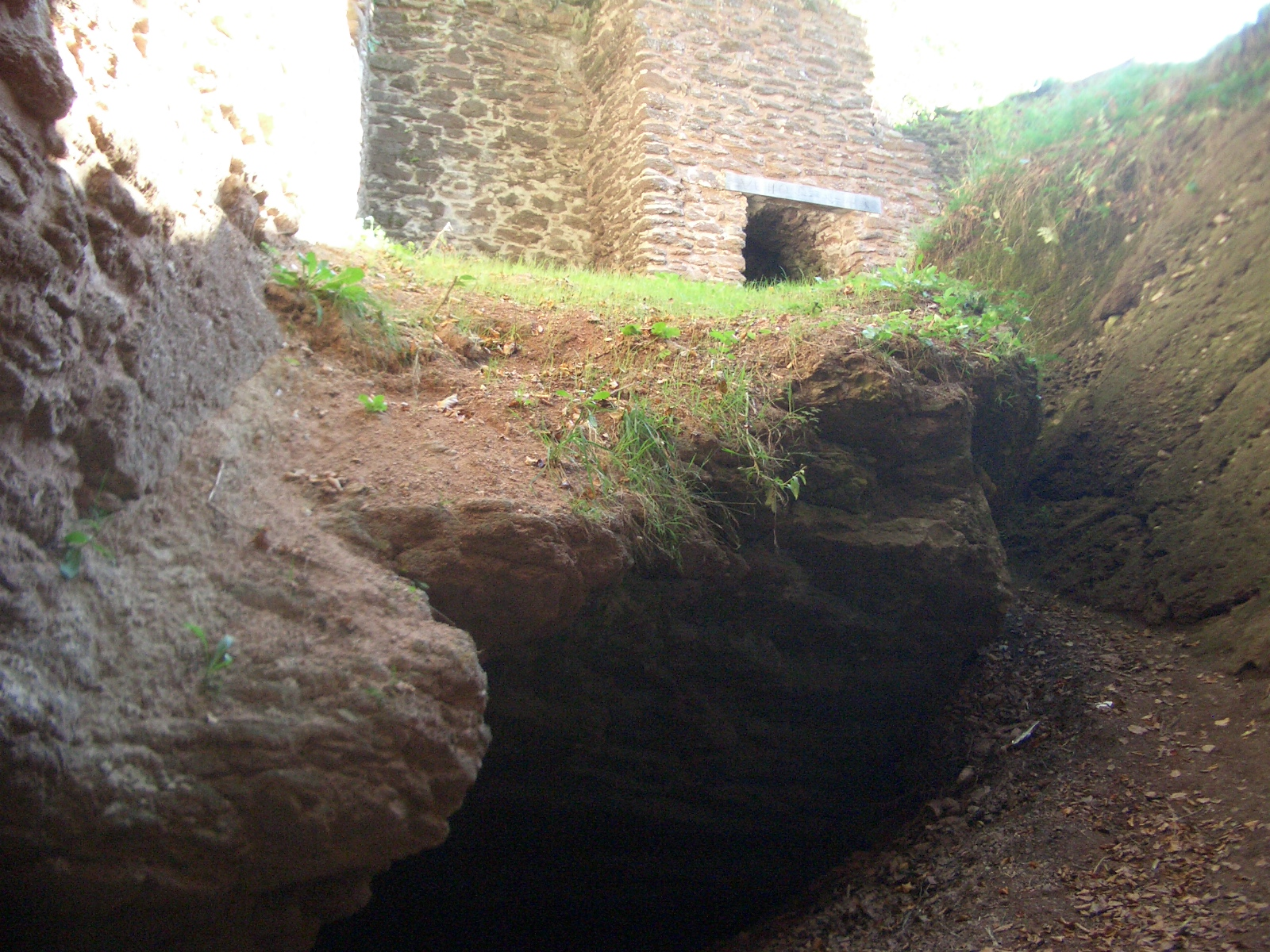
Burgruine Břecštejn

Hrádeček, bis 1950 Silberštejn (deutsch Silberstein), ist eine Ansiedlung in der Gemeinde Vlčice (Wildschütz) in Tschechien. Sie liegt sechs Kilometer nordwestlich von Trutnov im Naturpark Hrádeček. Der seit 1950 verwendete tschechische Ortsname ist eine Verniedlichungsform von Burg und bedeutet sinngemäß etwa „Bürglein“, im Tschechischen sind solche Namensformen gebräuchlich.

## Geographie
Die aus einigen verstreuten Häusern bestehende Ansiedlung befindet sich im Grund am westlichen Fuße der Burgruine Břecštejn bzw. Silberštejn. Die Gemarkung Hrádeček bildet einen der beiden Katastralbezirke der Gemeinde Vlčice.
Nachbarorte sind Mladé Buky im Norden, Kalná Voda im Nordosten, Horní Staré Město, Peklo und Dolní Staré Město im Osten, Trutnov, Volanov und Oblanov im Südosten, Vlčice im Süden, Javorník im Westen sowie Hertvíkovice im Nordwesten.

## Geschichte
Am Platz der heutigen Burg Břecštejn (Bröckstein) soll sich die 1336 im Zusammenhang mit Otto Lapide erwähnte und später erloschene Burg Stejn befunden haben. Der Trautenauer Chronist Simon Hüttel ging in seiner 1593 verfassten „Ahnentafel des Geschlechts Silvar“ sogar davon aus, dass die Burg Berkstein 1056 durch den Stammvater der Silvar, Wolf Ulstadt-Silvar, gegründet wurde. Diese historisch unhaltbare Darstellung ist später ebenfalls zu finden.
Die erste Erwähnung der Burg Břecštejn erfolgte 1455 als Besitz des Nykl Zilvár von Pilníkov. Es wird vermutet, dass sie bereits in den 1420er Jahren unter seinem Vater Jan I. Zilvár als Stützpunkt der Hussiten während der Besetzung von Trutnov durch Jan Žižka gedient hat. Adam I. Silvar von Silberstein gab der Burg in den 1530er Jahren den neuen Namen Silberstein. 1581 gaben die Silvar von Silberstein die Burg Pilníkov auf und machten Silberstein und Wildschütz zu ihrem Hauptsitz.
Wegen ihrer Beteiligung am Böhmischen Ständeaufstand von 1618 wurden die Silvar von Silberstein nach der Schlacht am Weißen Berg 1620 vom Kaiser enteignet. Ihre Besitzungen wurden 1623 von der Böhmischen Kammer an Albrecht von Waldstein verkauft. 1675 erwarb Johann Adolf I. Fürst zu Schwarzenberg die Herrschaft Wildschütz mit dem Städtchen Pilníkov, anlässlich des Kaufs wurde die Burg Silberstein als wüst bezeichnet. Johann Adolf I. ließ 1682 auf den Fluren des aufgehobenen Meierhofes Silberstein im Grund des Silbersteiner Baches ein Dörfel anlegen. Im Jahr 1834 bestand die Gemeinde Silberstein aus elf Häusern mit 66 Einwohnern. Zu Silberstein gehörten auch die in der Hölle bei den Höllenteichen gelegenen drei Höllenhäuser (Peklo).
Nach der Aufhebung der Patrimonialherrschaften bildete Silberštein ab 1850 eine Ansiedlung von Vlčice (Wildschütz). Ab 1880 wurde der Ort als Silberstein und ab 1930 als Silberštejn bezeichnet. Nach dem Münchner Abkommen wurde Silberstein 1938 als Teil der Gemeinde Wildschütz dem Deutschen Reich zugeschlagen und gehörte bis 1945 zum Landkreis Trautenau. Nach dem Ende des Zweiten Weltkrieges kam der Ort zur Tschechoslowakei zurück. Im Jahre 1950 wurde anstelle von Silberštejn der neue amtlich tschechisierte Name Hrádeček eingeführt. In der zweiten Hälfte des 20. Jahrhunderts verödete das Dorf, ein Großteil der Häuser wurde abgerissen. Eines der Häuser erwarb in den 1970er Jahren Václav Havel.

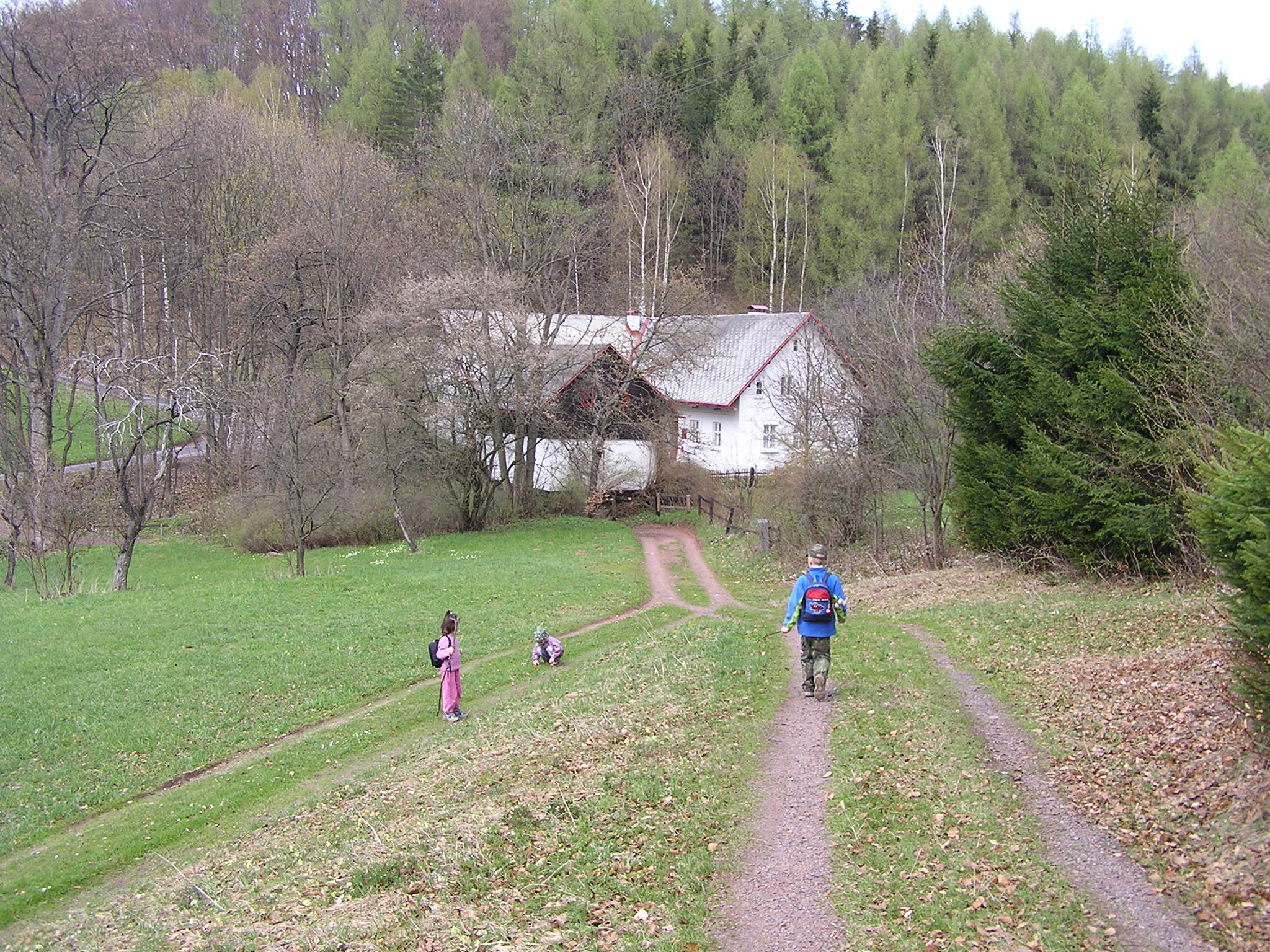
Haus von Václav Havel

Hrádeček wurde als Sommersitz von Václav Havel bekannt. In seinem Haus wurde die Charta 77 gegründet. Hier hielt er sich über vier Jahrzehnte regelmäßig auf. Am 18. Dezember 2011 verstarb er in diesem Haus.